# Condado de Hawái
El condado de Hawái (en inglés: Hawaii County) es un condado localizado en el estado estadounidense de Hawái. Su área pertenece completamente a la isla de Hawái. La sede de condado está en la Ciudad de Hilo.
La Administración del Condado recae en el alcalde que es elegido por un término de 4 años, los Concejales son elegidos por 2 años.

## Geografía
El condado de Hawái tiene una extensión de 13 175 km², es además la isla más grande y la más meridional de las islas hawaiianas.

## Condados vecinos
Como es un condado-isla no tiene límites, pero el condado más cercano es el condado de Maui al noroeste.

### Principales localidades
| - Ainaloa - Captain Cook - Discovery Harbour - Eden Roc - Fern Acres - Fern Forest - Halaʻula - Hawaiian Acres - Hawaiian Beaches - Hawaiian Ocean View - Hawaiian Paradise Park - Hāwī | - Hilo - Hōlualoa - Honalo - Hōnaunau-Nāpoʻopoʻo - Honokaʻa - Honomū - Kahaluʻu-Keauhou - Kailua-Kona - Kalaoa - Kapaʻau - Keaʻau | - Kealakekua - Keokea - Kukuihaele - Kurtistown - Laupāhoehoe - Leilani Estates - Mountain View - Nāʻālehu - Nānāwale Estates - Orchidlands Estates - Paʻauilo | - Pāhala - Pāhoa - Pāpaʻikou - Pepeʻekeo - Paukaʻa - Puakō - Volcano - Waikoloa Village - Waimea - Wainaku |

### Áreas no incorporadas
- Āhualoa
- Hakalau
- Kawaihae
- Milolii
- Nīnole
- Ōʻōkala
- Paauhau
- Pāpaʻaloa
- Waiohinu

## Prensa
- Hawaii Tribune-Herald
- West Hawaii Today

## Atractivos turísticos
- Hilo
- Parque Nacional de los Volcanes Hawaianos